# Католическая церковь в Фалеалупо
Католическая церковь в Фалеалупо (англ.  Falealupo Сhurch Ruin) — руины, расположенные в округе Ваисигано, на северо-западной оконечности острова Савайи в Самоа.
Здание (как и рядом стоящая деревня) было разрушено ураганом 2-5 февраля 1990 года, когда на остров обрушились циклоны Офа и Вал.